# Torture Doom
Torture Doom, gelegentlich auch Mental Funeral genannt, ist ein dem Funeral Doom zugerechnetes Musiksubgenre des Doom Metal, das in den frühen 2000er Jahren aus dem Funeral Doom und Dark Metal hervorgegangen ist.

## Geschichte
Das Genre entstand, ausgehend von frühen Veröffentlichungen des Funeral Doom im Verlauf der 1990er-Jahre. Das 1994 veröffentlichte Debütalbum von Esoteric Epistemological Despondency sowie das mehrfach in unterschiedlichen Formaten neu aufgelegte und 1999 erstmals veröffentlichte Demo Last Tape Before Doomsday von Worship begründeten eine musikalische Traditionslinie im Funeral Doom die Elemente des Noise sowie des Psychedelic Rock aufnahm und einen Textvortrag, analog zu jenem der Dark-Metal-Initiatoren Bethlehem im Ausdruck von Wahn, Verstörung und Qual nutzte. Beide Bands einte hinzu der programmatische Inhalt aus psychologischem Leid, Fremdheit in der Welt und dem Drang zur Selbstzerstörung und beide nutzten eine minimalistisch nihilistische Ästhetik. So wurde auch der Begriff „Torture Doom“ im Zuge der Werbung des Debüts von Esoteric erstmals genutzt.
Allerdings setzte sich der Begriff erst Jahre später als Genrebezeichnung für das Mikrogenre durch. Doch noch bevor er sich etablieren konnte, folgten weitere Interpreten der Idee und kleideten den Stil zunehmend aus. Im Jahr 2001 erschienen die Demos In an Excruciating Way Infested with Vermin and Violated by Executioners Who Practise Incendiarism and Desanctifying the Pious von Wormphlegm und Rehearsal von Stabat Mater. Beide Demoaufnahmen genossen hohe Anerkennung und flossen in spätere Veröffentlichungen ein. Im folgenden Jahr debütierte die Band Malasangre mit dem Album A Bad Trip to…, das einen entsprechenden Sludge-Funeral-Doom-Hybrid präsentierte. Ab dem Jahr 2003 nahm der Noisemusiker S.P. White mit seinem Projekt Uncertainty Principle Ideen des Funeral Doom auf und schuf einen Crossover aus Noise, Drone Doom und Funeral Doom. Sein bisheriges Schaffen wurde über das Stijn-van-Cauter-Label Nulll Records veröffentlicht und er wurde 2009 Teil des internationalen Projektes The NULLL Collective. An The NULLL Collective waren auch E. M. Hearst und van Cauter selbst beteiligt. Hearst und van Cauter spielten in der Mitte der 200oer als The Sad Sun gemeinsam einen Noise-Funeral-Doom-Crossover der ebenfalls Grundzüge des Torture Doom aufwies. Hearst spielte hinzukommend als Torture Wheel ab dem Jahr 2003 einen Funeral Doom mit minimalistischen Riffs, einem langsamen programmierten Schlagzeug, als Krank beschriebenen Synthesizerspuren und Samples und dem gelegentlichen Einsatz furchteinflößender Schreie. Im Jahr 2003 erschien so eine Split-EP von Torture Wheel und Uncertainty Principle. Viele dieser Entwicklungen kumulierten im Jahr 2004 in der Veröffentlichung der Split-EP Church of the Flagellation. Die EP unter der Beteiligung von Malasangre, The Sad Sun, Stabat Mater und dem Drone-Doom-Projekt Bunkur gilt Rückblickend als eine der zentralen Veröffentlichung auf dem Weg zum eigenständigen Genrebegriff. Im gleichen Jahr erschien das Demo Ultra Sick Doom der Gruppe Funeralium, einer der beständigsten Vertreter des Genres.
Weitere Bands wie die amerikanische Gruppe Senthil und die chilenische Band Lacrymae Rerum folgten 2005 mit ersten Demoveröffentlichungen. Der große Umbruch hin zur Wahrnehmung als eigenständiges Genre fand allerdings ein Jahr später mit der Veröffentlichung des Wormphlegm-Albums Tomb of the Ancient King statt. Tomb of the Ancient King sei der Beginn einer kurzen Blüte des Mikrogenres gewesen.

„The point at which Torture Doom actually became a genre because it became so large and significant that the bloom had to be given a name.“

„Der Punkt, an dem Torture Doom tatsächlich zu einem Genre wurde, weil es so groß und bedeutend wurde, dass die Blüte einen Namen bekommen musste.“

Neben diesem Stilprägenden und -begründendem Album von Wormphlegm wurde auch das vom Sludge geprägte Debüt der irischen Band Wreck of the Hesperus The Sunken Threshold im gleichen Jahr veröffentlicht. Funeralium debütierte 2007 mit einem selbstbetitelten Album, Stabat Mater im Jahr darauf. In den folgenden Jahren blieben die Veröffentlichungen im Genre rar. Insbesondere Funeralium bot konstant Veröffentlichungen die dem Genre entsprachen. Und mit Gruppen wie Suffer Yourself, Monumenta Sepulcrorum, Malsanctum, Sorta Magora, Bacterium oder Hellish Form folgten wenige neue Interpreten, die sich dem Stil vollständig oder zumindest teilweise verschrieben. Entsprechend bestand das Genre zwar fort, blieb jedoch eine gering beachtete Nische.

## Stil
Die Interpreten des Genres griffen instrumentale Ideen des Funeral Doom auf und ergänzten diese um Facetten des Noise, Dark Metal und Sludge, dabei entstand eine wahnhafte, aggressive und selbstzerstörerische Spielform des Doom Metal, die Parallelen zum Depressive Black Metal aufwies.
Das Mikrogenre, befasst sich musikalisch wie thematisch viel, jedoch nicht ausschließlich mit den titelgebenden Themen Folter und Schmerz. Noise-Elemente, Dissonanzen und geschriener Gesang sind Teil des Repertoires. Gelegentlich werden Samples von Folteraufnahmen, Psychiatriegesprächen und ähnlichem genutzt. Wie im Funeral Doom üblich, spielt das reduzierte Tempo eine bedeutende Rolle, gelegentliche Tempoausbrüche, sowie unorthodoxe bis disharmonische Akkorde, bedingen dabei einen als unangenehm und chaotisch wahrgenommenen Klang. Der Gesang variiert von dem Funeral-Doom-typsichen tiefen und verzerrten Growling zu gequälten Schreien. Soundeffekte und Sampling werden unterstützend genutzt und beinhaltet häufig der Atmosphäre und den Themen entsprechende Inhalte. Textlich beschäftigt sich das Gerne mit Qual, Schmerz, Zerstörung und dem Verlust des Selbst. Dabei werden düstere, nihilistische Bilder verwendet, um den Schmerz und die Verzweiflung darzustellen.